# Мостище (Серго-Івановське сільське поселення)
Мостище (рос. Мостище) — присілок Гагарінського району Смоленської області Росії. Входить до складу Серго-Івановського сільського поселення.
Населення — 23 особи. 